# Minna Gombell
Minna Gombell (parfois créditée Minna Gombel), née le 28 mai 1892 à Baltimore (Maryland), morte le 14 avril 1973 à Santa Monica (Californie), est une actrice américaine.

## Biographie
Au théâtre, Minna Gombell débute en 1911 à l'occasion de tournées. À Broadway (New York), elle joue dans quatorze pièces, entre 1913 et 1930 ; la première, représentée 128 fois de septembre 1913 à janvier 1914, est une adaptation de la pièce française La Présidente, de Maurice Hennequin et Pierre Veber ; les quatre dernières (de 1927 à 1930) sont écrites et mises en scène par Myron Coureval Fagan (1887-1972), troisième époux de l'actrice, jusqu'à la mort de celui-ci.
Au cinéma, elle apparaît dans soixante-quinze films américains (dont des westerns et comédies musicales), de 1929 à 1951. Mentionnons Bad Girl de Frank Borzage (1931, avec Sally Eilers et James Dunn), La Veuve joyeuse d'Ernst Lubitsch (1934, avec Maurice Chevalier et Jeanette MacDonald), L'Introuvable de W. S. Van Dyke (1934, avec William Powell et Myrna Loy), La Grande Évasion de Raoul Walsh (1941, avec Humphrey Bogart et Ida Lupino), Les Plus Belles Années de notre vie de William Wyler (1946, avec Fredric March et Myrna Loy), ou encore La Fosse aux serpents d'Anatole Litvak (1948, avec Olivia de Havilland et Mark Stevens).
Après ses deux derniers films sortis en 1951, Si l'on mariait papa de Frank Capra (avec Bing Crosby et Jane Wyman) et La Femme de mes rêves de Michael Curtiz (avec Doris Day et Danny Thomas), Minna Gombell met quasiment un terme à sa carrière. Elle revient toutefois pour une ultime prestation, à la télévision, dans Macbeth (adaptation de la pièce éponyme de William Shakespeare), téléfilm de Paul Almond diffusé en 1961, avec Sean Connery interprétant le rôle-titre.

## Théâtre
Pièces jouées à Broadway

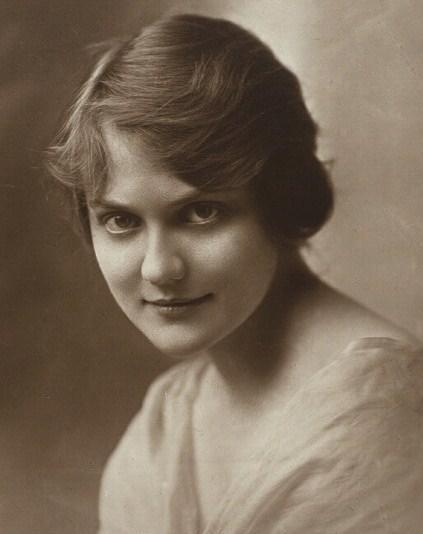
Photographiée vers 1920.

- 1913-1914 : La Présidente (Madam President) de Maurice Hennequin et Pierre Veber, adaptation de Jose G. Levy
- 1915 : My Lady's Garter, adaptation par Lee Morrison du roman éponyme de Jacques Futrelle, avec Wallace Worsley
- 1917 : Six Months' Option d'Ancella Anslee
- 1918 : The Indestructible Wife de Fanny et Frederick Hatton, avec Lionel Atwill, John Cromwell
- 1918-1919 : Back to Earth de William LeBaron
- 1919 : On the Hiring Line d'Harvey J. O'Higgins et Harriet Ford, avec Laura Hope Crews
- 1922-1923 : Listening In de Carlyle Moore, avec Helen Flint, William Keighley
- 1924 : Mr. Pitt de Zona Gale, avec C. Henry Gordon, Walter Huston
- 1924 : Alloy de Robert Ritz
- 1927 : Ballyhoo de Kate Horton, mise en scène de Richard Boleslawski, avec Morgan Wallace
- 1927-1928 : Jimmie's Women de (et mise en scène par) Myron Coureval Fagan
- 1928 : The Great Power de (mise en scène et produite par) Myron Coureval Fagan
- 1929 : Indiscretion de (mise en scène et produite par) Myron Coureval Fagan
- 1930 : Nancy's Private Affair de (mise en scène et produite par) Myron Coureval Fagan, avec Gavin Muir

## Filmographie
Au cinéma (sélection)
- 1929 : The Great Power de Joe Rock
- 1931 : Doctors' Wives de Frank Borzage
- 1931 : Sob Sister de Alfred Santell
- 1931 : Bad Girl de Frank Borzage
- 1932 : Dance Team de Sidney Lanfield
- 1932 : The First Year de William K. Howard
- 1932 : After Tomorrow de Frank Borzage
- 1932 : Bachelor's Affairs de Alfred L. Werker
- 1932 : Wild Girl de Raoul Walsh
- 1933 : Pleasure Cruise de Frank Tuttle
- 1933 : Wild Boys of the Road de William A. Wellman
- 1933 : Virginité (What Price Innocence?) de Willard Mack
- 1933 : Houp là (Hoop-La) de Frank Lloyd
- 1933 : The Big Brain de George Archainbaud
- 1933 : Hello, Sister! de Erich von Stroheim & al.
- 1934 : The Hell Cat de Albert S. Rogell
- 1934 : Au fond de l'océan (No More Women) de Albert S. Rogell
- 1934 : Keep 'Em Rolling de George Archainbaud
- 1934 : The Lemond Drop Kid de Marshall Neilan
- 1934 : Audaces féminines (Cheating Cheaters) de Richard Thorpe
- 1934 : La Veuve joyeuse (The Merry Widow) de Ernst Lubitsch
- 1934 : Un voyage mouvementé (Cross Country Cruise) de Edward Buzzell
- 1934 : Marrying Widows de Sam Newfield
- 1934 : Babbitt de William Keighley
- 1934 : L'Introuvable (The Thin Man) de W. S. Van Dyke
- 1934 : Strictly Dynamite de Elliott Nugent
- 1934 : L'Ombre du passé (Registered Nurse) de Robert Florey
- 1935 : Women must dress de Reginald Barker
- 1935 : The White Cockatoo (en) de Alan Crosland
- 1935 : Two Sinners de Arthur Lubin
- 1935 : Miss Pacific (Miss Pacific Fleet) de Ray Enright
- 1936 : Champagne Charlie de James Tinling
- 1936 : Saint-Louis Blues (Banjo on My Knee) de John Cromwell
- 1937 : Jeux de dames (Wife, Doctor and Nurse) de Walter Lang
- 1937 : Le Dernier Négrier (Slave Ship) de Tay Garnett
- 1937 : Place aux jeunes ou Au crépuscule de la vie (Make Way for Tomorrow) de Leo McCarey
- 1938 : Toute la ville danse (The Great Waltz) de Julien Duvivier
- 1938 : Le Cavalier errant (Going Places) de Ray Enright
- 1938 : Caprice d'un soir (Comet Over Broadway) de Busby Berkeley et John Farrow
- 1938 : Têtes de pioche (Block-Heads) de John G. Blystone
- 1939 : La Fille du nord (Second Fiddle) de Sidney Lanfield
- 1939 : Quasimodo (The Hunchback of Notre Dame) de William Dieterle
- 1940 : La Fièvre du pétrole (Boom Town) de Jack Conway
- 1941 : Thieves Fall Out (en) de Ray Enright
- 1941 : L'Aventure en Eldorado (Doomed Caravan) de Lesley Selander
- 1941 : La Grande Évasion (High Sierra) de Raoul Walsh
- 1942 : Cadets on Parade de Lew Landers
- 1942 : Mexican Spitfire sees a Ghost de Leslie Goodwins
- 1944 : Destiny de Reginald Le Borg et Julien Duvivier
- 1944 : Les Flirts des Corrigans (Chip Off the Old Block)
- 1944 : Surprise-partie (Johnny doesn't live Here any more) de Joe May
- 1944 : Chip Off the Old Block de Charles Lamont
- 1945 : Man Alive (en) de Ray Enright
- 1945 : Night Club Girl de Edward F. Cline
- 1945 : Penthouse Rhythm de Edward F. Cline
- 1945 : Suzy des bas-fonds (Sunbonnet Sue) de Ralph Murphy
- 1945 : Swingin' on a Rainbow de William Beaudine
- 1946 : Perilous Holiday de Edward H. Griffith
- 1946 : Les Plus Belles Années de notre vie (The Best Years of Our Lives) de William Wyler
- 1947 : Wyoming de Joseph Kane
- 1948 : Far West 89 (Return of the Bad Men) de Ray Enright
- 1948 : La Fosse aux serpents (The Snake Pit) de Anatole Litvak
- 1948 : Mr. Reckless de Frank McDonald
- 1949 : Le Dernier Bandit (The Last Bandit) de Joseph Kane
- 1950 : Chanson païenne (Pagan Love Song) de Robert Alton
- 1951 : Si l'on mariait papa (Here comes the Groom) de Frank Capra
- 1951 : La Femme de mes rêves (I'll see You in My Dreams) de Michael Curtiz

À la télévision
- 1961 : Macbeth, téléfilm de Paul Almond